# Сахалинская краснопёрка-угай
В реках Европы и Средней Азии обитает другая краснопёрка.
Сахалинская краснопёрка-угай, или езо-угай (лат. Tribolodon sachalinensis), — анадромный вид лучепёрых рыб из семейства карповых (Cyprinidae). Нагуливаются в прибрежных районах с морской водой различной солёности, вплоть до океанической. На нерест заходят в реки. Могут образовывать жилые формы в озерах. В реках и озёрах Японии представлена преимущественно пресноводной формой.

## Описание
Максимальная зарегистрированная длина тела 43 см, наибольшая продолжительность жизни 9 лет.
Тело немного сжатое с боков с относительно крупной чешуей. По количеству чешуй в боковой линии (70—82) близка к крупночешуйной краснопёрке. Верхняя челюсть выдаётся над нижней (рот нижний). Спина тёмная, бока и брюхо светлые. Одним из диагностических признаков сахалинской краснопёрки является плавательный пузырь с закруглённым задним концом. Желудок отсутствует, как и у всех карповых.
Наиболее четко межвидовые различия проявляются в нерестовый период, когда рыбы приобретают брачную окраску. У сахалинской краснопёрки появляется одна красная полоса, расположенная ниже боковой линии вдоль всего тела. В начале боковой линии имеется чёрное пятно, заходящее на жаберную крышку.
У самцов жемчужная сыпь в виде белых точек слабо выражена на голове и вдоль спины; у самок иногда представлена только белыми точками на голове.

## Распространение
Ареал этого вида наиболее узкий из всех видов дальневосточных краснопёрок. Редко встречается вдоль тихоокеанского побережья Дальнего Востока от Шантарских островов до залива Петра Великого. Обычен на Сахалине, Хоккайдо, севере Хонсю; на Курильских островах отмечен только на Итурупе и острове Зелёный.

## Питание
В пресных водах питаются преимущественно воздушными насекомыми, водорослями и донными беспозвоночными. Основу рациона в море составляет зоопланктон.

## Размножение
Впервые созревают в более раннем возрасте (2 года) по сравнению с крупночешуйной и мелкочешуйной краснопёрками. Размеры зрелых особей варьируются от 12 до 43 см. В жилых популяциях размеры производителей существенно меньше, чем у проходных особей. Нерест продолжается с конца июня до начала августа. Нерест происходит на участках с быстрым течением на галечных грунтах в низовьях рек. Икра неклейкая, закапывается в грунт на глубину до 20 см. Плодовитость от 2 до 42 тыс. икринок. В жилых популяциях производители из озер поднимаются для нереста в ручьи, впадающие в озеро. В изолированных озёрах нерестятся на глубине до 2,5 м на илистых грунтах, предварительно расчищая слой ила.
После нереста производители мигрируют в море или озеро. Личинки после выхода из грунта сразу скатываются в море или озеро, где нагуливаются в прибрежных предустьевых пространствах. На зимовку молодь и производители из моря заходят в пресную воду.
Отмечено существование гибридов с мелкочешуйной и крупночешуйной красноперками.

## Хозяйственное значение
Имеют ограниченное промысловое значение. Являются объектом любительского лова.